# Supercoppa italiana 2023 (beach soccer femminile)
La Supercoppa italiana 2023 si è disputata il 21 luglio 2023 a Cirò Marina.
È stata l'edizione inaugurale del trofeo e ha visto il successo del Genova, primo titolo nella storia della squadra ligure.

## Partecipanti
| Squadre     | Qualificazione                      |
| ----------- | ----------------------------------- |
| Catania SSD | Qualificato dalla Coppa Italia 2022 |
| Genova      | Qualificato dalla Coppa Italia 2022 |

## Tabellino
| Arbitro: | Pavone Bomba Varrà |

|                                                                  |            |                                                                                      |
|                                                                  | Marcatori  | 12pt’ (rig.) Tortarolo 11tt’ Licco                                                   |
| Visch Suriano Saraniti Todaro Finocchiaro Cremonesi Loth Ponzini | Formazioni | Costantini Casciani De Blasio Malatesta Tortarolo Calcagno Licco Nasso Santos Giardo |
| Giuffrida                                                        | Allenatori | Rossetti                                                                             |